# Trauma (musikgrupp)
Trauma är ett speed metal-band från San Francisco, USA. De är mest kända för att ha varit Metallica-basisten Cliff Burtons sista band innan han gick med i just Metallica. Trauma släppte sitt debutalbum 1984. De dök även upp på samlingsalbumet Metal Massacre II med låten "Such a Shame".

## Medlemmar
Nuvarande medlemmar
- Donny Hillier – sång (1981–1985, 2013– )
- Kris Gustofson – trummor (1982–1985, 2013– )
- Steve Robello – basgitarr (2014– )
- Jeff Jones – gitarr (2015– )
- Bobby Cannon – gitarr (2016– )

Tidigare medlemmar
- Cliff Burton – basgitarr (1981–1982; död 1986)
- Dennis Schaefer – trummor (1981–1982)
- George "Tiger" Lady – gitarr (1981–1983)
- Michael Overton – rytmgitarr (1981–1985)
- Lucas Advicula – basgitarr (1982–1984)
- Ross Alexander – gitarr (1983–1985)
- Glen Gordon – basgitarr (1984–1985)
- Marcel Eaton – basgitarr (2013–2014)
- Kurt Fry – gitarr (2013–2015)
- Gillian McTrevor – sång
- Jeff Crisby – gitarr
- Michael Corston – trummor
- Steve Quartarola – trummor
- Ronn Brow – trummor

## Diskografi
Studioalbum
- 1984 – Scratch and Scream
- 2015 – Rapture and Wrath

EP
- 1982 – Demo I
- 1984 – Demo 2